# Хвороба Мінамата
Хвороба Мінамата (яп. 水俣病) — неврологічне захворювання, викликане важким отруєнням ртуттю. Ознаки та симптоми включають атаксію, оніміння рук і ніг, загальну м'язову слабкість, втрату периферичного зору та порушення слуху та мови. У крайніх випадках божевілля, параліч, кома та смерть наступають протягом кількох тижнів після появи симптомів. Вроджена форма захворювання також може впливати на плід в утробі матері та викликати церебральний параліч.
Хвороба Мінамата вперше була виявлена в місті Мінамата, префектура Кумамото, Японія, в 1956 році, звідки й походить її назва. Хвороба була викликана викидом метилртуті в промислові стічні води з хімічного заводу, що належить корпорації Чіссо. Викид отруєних стоків тривав з 1932 по 1968 рік. Також було висловлено припущення, що частина сульфату ртуті у стічних водах також була метаболізована до метилртуті бактеріями в осаді. Ця високотоксична хімічна речовина біоакумулювалася та біопідсилювалася в молюсках і рибі в затоці Мінамата та морі Ширануї тож, коли місцеве населення вживало ці продукти в їжу, це призводило до отруєння ртуттю. Хоча люди та домашні тварини (коти, собаки, свині) гинули протягом 36 років, Чіссо та уряд префектури Кумамото майже нічого не зробили для запобігання епідемії. Вплив хвороби на котів був настільки сильним, що хворобу назвали «лихоманкою танцівних котів».
Станом на березень 2001 року 2265 жертв були офіційно визнані такими, що мають хворобу Мінамата, і понад 10 000 отримали фінансову компенсацію від Чіссо. До 2004 року Chisso виплатила компенсацію в розмірі 86 мільйонів доларів США, і того ж року фірма мусила очистити забруднення. 29 березня 2010 року було досягнуто мирової угоди щодо компенсації ще несертифікованим жертвам.
Другий спалах хвороби Мінамата стався у префектурі Ніїґата в 1965 році. Оригінальна хвороба Мінамата та хвороба Мінамата в Ніїґаті вважаються двома з так званих чотирьох великих спалахів хвороби внаслідок забруднень у Японії.

## 1908—1955 роки
У 1908 році корпорація Чіссо вперше відкрила хімічний завод у Мінаматі, префектура Кумамото, розташованому на західному узбережжі південного острова Кюсю. Спочатку завод виробляв добрива, але разом із загальнонаціональним розвитком хімічної промисловості Японії, розширив свою діяльність на виробництво ацетилену, ацетальдегіду, оцтової кислоти, вінілхлориду та октанолу. Завод у Мінаматі став найпередовішим у всій Японії як до, так і після Другої світової війни. Відходи виробництва цих хімікатів потрапляли в затоку Мінамата через заводські стічні води. Це забруднення мало вплив на навколишнє середовище. Рибному господарству було завдано шкоди через скорочення улову, у відповідь Чіссо досяг двох окремих компенсаційних угод з рибальським кооперативом у 1926 та 1943 роках
Швидке розширення фабрики Чіссо сприяло росту місцевої економіки, а в міру процвітання компанії — і розвитку міста Мінамата. Таким чином за відсутністю іншої промисловості фірма Чіссо мала великий вплив у місті. У якийсь момент більше половини податкових надходжень міського бюджету Мінамати надходило саме від Чіссо та її працівників, а компанія та її дочірні підприємства відповідали за створення чверті всіх робочих місць у Мінаматі. Місто навіть охрестили «містом-замком» Чіссо, натякаючи на столиці феодалів, які правили Японією в період Едо.
Фабрика Чіссо вперше почала виробництво ацетальдегіду в 1932 році з 210 тонн в рік. У 1951 році виробництво зросло до 6000 тонн і врешті досягло піку в 45 245 тонн у 1960 році Виробництво фабрики історично становило від чверті до третини загального виробництва ацетальдегіду в Японії. Хімічна реакція, що використовувалася для отримання ацетальдегіду, потребувала сульфат ртуті як каталізатор. З серпня 1951 року, співкаталізатор був замінений з діоксиду марганцю на сульфід заліза. Побічна реакція цього каталітичного циклу призвела до утворення невеликої кількості (близько 5 %) органічної сполуки ртуті, так званої метилртуті. В результаті заміни каталізатора ця високотоксична сполука регулярно потрапляла в затоку Мінамата в період з 1951 по 1968 рік, коли такий метод виробництва був остаточно припинений.

## 1956—1959 роки
21 квітня 1956 року в фабричній лікарні Чіссо в Мінаматі була обстежена п'ятирічна дівчинка. Лікарів спантеличили її симптоми: труднощі при ходьбі, мовленні, судоми. Через два дні у її молодшої сестри також почали проявлятися ті самі симптоми, і її також госпіталізували. Мати дівчаток повідомила лікарям, що донька її сусідки теж має подібні проблеми. Після поквартирного обстеження було виявлено та госпіталізовано ще вісім пацієнтів. 1 травня 1956 року директор лікарні повідомив місцеве управління охорони здоров'я про виявлення «епідемії невідомого захворювання центральної нервової системи», що стало офіційним відкриттям хвороби Мінамата.
Для розслідування дивної хвороби наприкінці травня 1956 року міська влада та лікарі створили Комітет протидії дивній хворобі. Через локалізований характер захворювання підозрювали, що воно заразне, і як запобіжний захід пацієнтів ізолювали, а їхні будинки дезінфікували. Хоча згодом зараження було спростовано, ця початкова реакція сприяла стигматизації та дискримінації місцевих жителів Мінамати. Під час своїх розслідувань комітет виявив дивовижні анекдотичні історії дивної поведінки котів та інших тварин у районах навколо будинків пацієнтів. Приблизно з 1950 року в кішок спостерігали конвульсії, вони божеволіли та помирали. Місцеві жителі назвали це захворбвання «хворобою котячих танців» через їхній хаотичний рух. Ворони падали з неба, водорості більше не росли на морському дні, а риба плавала мертвою на поверхні моря. Коли масштаби спалаху стали зрозумілими, комітет запросив дослідників з Університету Кумамото (або Кумадай) допомогти в дослідницькій роботі.
24 серпня 1956 року в університеті Кумамото була створена дослідницька група, яка мала розслідувати обставини хвороби. Дослідники з Школи медицини почали регулярно відвідувати Мінамату та проводили госпіталізацію пацієнтів до університетської лікарні для детальнішого обстеження. Поступово виявлялася повніша картина симптомів, які виявляли пацієнти. Хвороба розвивалася без жодних попередніх ознак, пацієнти скаржилися на втрату чутливості та оніміння рук і ніг. Вони ставали неспроможними хапати дрібні предмети або застібати ґудзики. Вони не могли бігати чи ходити, не спотикаючись, їхні голоси змінювалися у висоті, і багато пацієнтів скаржилися на проблеми з зором, слухом і ковтанням. Загалом ці симптоми посилювалися і супроводжувалися сильними судомами, комою і, зрештою, смертю. До жовтня 1956 року було виявлено сорок пацієнтів, чотирнадцять із яких померли: летальність у 35 %.

### Пошук причини
Дослідники з Кумадая також почали займатися виявленням причин дивної хвороби. Вони виявили, що жертвами хвороби часто були члени однієї сім'ї, а самі випадки були скупчені в рибальських селах уздовж берега затоки Мінамата. Основною їжею жертв незмінно були риба та молюски з затоки Мінамата. Місцеві коти, які, як правило, їли залишки з сімейного столу, помирали з симптомами, подібними до тих, які були виявлені у людей. Це змусило дослідників припустити, що спалах був спричинений якимось харчовим отруєнням, головними підозрюваними в якому є заражена риба та молюски.
4 листопада дослідницька група оголосила про свої перші висновки: «Хвороба Мінамата скоріше за все є отруєнням важким металом, імовірно, він потрапляє в організм людини переважно через рибу та молюсків».

### Ідентифікація ртуті
Як тільки розслідування визначило важкий метал як речовину, відповідальну за отруєння, стічні води з фабрики Чіссо одразу ж запідозрили як джерело. Власні тести компанії показали, що її стічні води містять багато важких металів у концентраціях, досить високих, щоб викликати серйозну деградацію навколишнього середовища, включаючи свинець, ртуть, марганець, миш'як, талій і мідь, а також такий халькоген, як селен. Визначити, яка конкретна отрута спричинила хворобу, виявилося надзвичайно складно, тож це зайняло багато часу. Протягом 1957 і 1958 років дослідниками було запропоновано багато різних теорій. Спочатку небезпечною речовиною вважали марганець через його високі концентрації, виявлені в рибі та органах померлих. Була також запропонована теорія талію, селену та множинних забруднювачів, але в березні 1958 року британський невролог Дуглас Макалпайн, який відвідав місто, припустив, що симптоми в Мінаматі нагадують симптоми органічного отруєння ртуттю, таким чином в центрі уваги дослідження опинилася ртуть.
У лютому 1959 року було проведено дослідження поширення ртуті в затоці Мінамата. Результати буквально шокували дослідників. Велику кількість ртуті було виявлено в рибі, молюсках і мулі затоки. Найвищі концентрації були зосереджені навколо каналу стічних вод заводу Чіссо в гавані Хяккен; концентрація поступово зменшувалася при виході в море, чітко ідентифікуючи завод як джерело забруднення. У гирлі каналу стічних вод забруднення було таким сильним, що було виявлено 2 кг ртуті на тонну осаду: рівень, який був би економічно вигідним для видобутку цього металу. І справді, Чіссо пізніше створив дочірню компанію для регенерації та продажу ртуті, вилученої з мулу.
У людей із захворюванням, а також у населення Мінамата в цілому були взяті зразки волосся. У пацієнтів максимальний зареєстрований рівень ртуті становив 705 частинок на мільйон (ppm), що вказує на дуже сильний вплив, а у жителів Мінамати без симптомів рівень становив 191 ppm у порівнянні із середнім рівнем 4 ppm для людей, які проживають за межами району Мінамата.
12 листопада 1959 року Підкомітет з харчових отруєнь Мінамати Міністерства охорони здоров'я та соціального забезпечення опублікував свої результати: Хвороба Мінамата — це отруєння, яке вражає переважно центральну нервову систему і викликається споживанням великої кількості риби та молюсків, що мешкають у затоці Мінамата та її околицях, основним збудником якого є якась органічна сполука ртуті.

## 1959 рік
Під час розслідування в Кумадаї речовину, яка стала джерелом хвороби, було ідентифікована як важкий метал, та визначено, що джерелом забруднення була фабрика Чіссо. Після того як фірма потрапла під пильнішу увагу та намагаючись уникнути критики, маршрут виходу стічних вод був змінений. Чіссо знала про шкоду, завдану довкіллю стічними водами, і добре знала, що вона є головним підозрюваним у розслідуванні хвороби Мінамата. Попри це, з вересня 1958 року замість того, щоб скидати свої відходи в гавань Хяккен (осередок дослідження та джерело первинного забруднення), фірма вирішила скидатв стічні води безпосередньо в річку Мінамата. Негайним наслідком стала загибель риби в гирлі річки, і з цього моменту нові жертви хвороби Мінамата почали з'являтися в інших рибальських селах уздовж узбережжя моря Ширануї, оскільки забруднення поширювалося на ще більшу територію.
Чіссо не співпрацювала з дослідницькою групою Кумадай. Вона приховувала інформацію про свої промислові процеси, тож дослідники могли лише здогадуватися, яку продукцію виробляла фабрика та якими методами це відбувалося. У липні 1959 року директор лікарні фабрики Чіссо Хаджіме Хосокава створив лабораторію в дослідницькому відділі закладу для проведення власних експериментів з хворобою Мінамата. Їжу, до якої додавали заводські стічні води, згодовували здоровими котами. Через сімдесят вісім днів експерименту у кота 400 з'явилися симптоми хвороби Мінамата, а патологоанатомічні дослідження підтвердили діагноз отруєння ртуттю. Чіссо не відкрила слідчим ці важливі результати і просто наказала Хосокаві припинити свої дослідження.
Намагаючись підірвати теорію органічної ртуті дослідників Кумадай, Чіссо та інші сторони, зацікавлені в тому, щоб фабрика залишалася відкритою (включно з Міністерством міжнародної торгівлі та промисловості та Японською асоціацією хімічної промисловості), фінансували дослідження альтернативних причин захворювання, крім власних відходів.

### Компенсація рибалкам і пацієнтам, 1959 рік
З моменту відкриття фабрики Чіссо в 1908 році забруднені стічні води завдали значної шкоди рибальству навколо Мінамати. У 1926 році і знову в 1943 році рибальському кооперативу Мінамата вдалося отримати від компанії невеликі виплати так званих «грошей співчуття», проте після спалаху хвороби Мінамата ситуація з рибальством стала критичною. З 1953 по 1957 рік вилов риби скоротився на 91 %. Уряд префектури Кумамото оголосив про часткову заборону на продаж риби, виловленої в сильно забрудненій затоці Мінамата  –  але вирішив не оголошувати повної заборони, яка юридично зобов'язувала б його компенсувати рибалкам всі збитки. Рибальський кооператив протестував проти Чіссо. Двічі, 6 та 12 серпня, протестувальники вривалися на територію фабрики, вимагаючи компенсації. Мер Мінамати Тодому Накамура створив комітет для посередництва між двома сторонами, але цей комітет значною мірою діяв на користь компанії. 29 серпня рибальський кооператив погодився з пропозицією посередницького комітету, заявивши: «Щоб припинити занепокоєння громадян, ми ковтаємо наші сльози та приймаємо». Чіссо заплатив кооперативу 20 мільйонів єн (183 477 доларів США — приблизно 1,7 мільйона доларів США у 2021 році) і створив фонд у 15 мільйонів єн (137 608 доларів США — близько 1,25 мільйона сьогодні) для сприяння відновленню рибальства.
Після зміни маршруту витоку стічних вод у 1958 році забруднення поширювалося вгору та вниз по морю Ширануї (затока Яцушіро), завдаючи шкоди рибальству. Підбадьорений успіхом невеликого кооперативу Minamata, Альянс рибальських кооперативів префектури Кумамото також вирішив домагатися від Чіссо грошової компенсації. 17 жовтня близько 1500 рибалок з альянсу прибули на фабрику з вимогою до керівництва вступити у переговори. Коли спроби прямого спілкування з адміністрацією фірми не дали результатів, члени альянсу розпочали свою кампанію в Токіо й добилися офіційного візиту до Мінамати делегації членів японського парламенту. Під час візиту 2 листопада члени альянсу силою увірвалися на фабрику та влаштували заворушення, спричинивши багато поранених і завдавши збитків на 10 мільйонів єн (100 000 доларів США). Насильство широко висвітлювалося в ЗМІ, що привернуло увагу нації до проблеми Мінамата вперше з початку спалаху. Було створено ще одну посередницьку комісію, угоду було вироблено та підписано 17 грудня. Близько 25 мільйонів єн «грошей співчуття» було виплачено альянсу, і було створено фонд відновлення рибальства в розмірі 65 мільйонів єн.
У 1959 році люди з хворобою Мінамата були в набагато незахищенішому становищі, ніж рибалки. Нещодавно створене Товариство взаємодопомоги сімей хворих на хворобу Мінамата було набагато більш розділеним, ніж рибальські кооперативи. Сім'ї пацієнтів стали жертвами дискримінації та остракізму з боку місцевої громади. Місцеві жителі відчували, що компанії Чіссо (а отже і їхньому місту, яке від неї залежало) загрожує економічний крах. Для деяких пацієнтів подібний остракізм з боку громади був часом більшим жахом, ніж сама хвороба. Після початку сидячого страйку біля воріт фабрики Чіссо в листопаді 1959 року пацієнти звернулися до губернатора префектури Кумамото Хіросаку Терамото з проханням включити вимоги пацієнтів про компенсацію до посередництва, яке тривало з рибальським альянсом префектури. Врешті фірма Чіссо погодилася, й після кількох тижнів подальших переговорів було укладено ще одну угоду про «гроші співчуття». Пацієнти, сертифіковані комітетом Міністерства охорони здоров'я та соціального забезпечення, могли одержати компенсацію: дорослі пацієнти мали отримати ¥100 000 ($917) на рік; дітям 30 000 єн (275 доларів США) на рік, а сім'ї померлих пацієнтів могли розраховувати на одноразову виплату 320 000 єн (2935 доларів США).

### Очищення стічних вод
21 жовтня 1959 року Міністерство міжнародної торгівлі та промисловості наказало Chisso повернути дренаж стічних вод з річки Мінамата до гавані Хяккен і прискорити встановлення систем очищення стічних вод на заводі. 19 грудня 1959 року Чіссо встановила систему очищення «Cyclator». З нагоди відкриття очисної системи відбулася спеціальна церемонія. Президент Чіссо Кіїчі Йошіока навіть випив склянку води, нібито обробленої через Cyclator, щоб продемонструвати, що вона безпечна. Та насправді стічні води з фабрики, про які компанія знала, все ще містили ртуть і призводили до хвороби Мінамата. Свідчення на пізнішому дослідженні хвороби Мінамата в Ніїгатаі довели, що Чіссо знав, що Cyclator абсолютно неефективний: «Очисний резервуар був встановлений як соціальне рішення і не робив нічого для видалення органічної ртуті».
Обман вивився вдалим, і майже всі сторони, причетні до хвороби Мінамата, були введені в оману про те, що стічні води фабрики нібито стали безпечними з грудня 1959 року. Це означало, що лікарі не очікували появи нових пацієнтів, що призвело до численних проблем у наступні роки, оскільки забруднення продовжувалося. На думку більшості людей проблема хвороби Мінамата була вирішена.

## 1959—1969 роки
Період між першою серією угод про «гроші співчуття» у 1959 році та початком першого судового позову проти Chisso у 1969 році часто називають «десятьма роками тиші». Насправді, в цей період відбувалася велика активність з боку пацієнтів і рибалок, але ніщо не мало значного впливу на дії компанії або висвітлення діяльності «Мінамата» в японських ЗМІ.

### Тривале забруднення
Очисні споруди, встановлені в грудні 1959 року, не вплинули на рівень органічної ртуті, що потрапляла в затоку Ширануй. Забруднення та спричинені ним хвороби продовжували поширюватися. Наприкінці 1960 та на початку 1961 року уряди префектур Кумамото та Кагосіма провели спільне дослідження рівня ртуті у волоссі людей, що мешкали навколо затоки Ширануї. Результати підтвердили, що органічна ртуть поширилася по всьому внутрішньому морю і що люди все ще отруюються забрудненою рибою. Рівень ртуті у волоссі сотень людей перевищував 50 частин на мільйон — рівень, при якому люди, ймовірно, страждають від пошкодження нервів. Найвищий зафіксований результат був у жінки з острова Гошонура, в її зразку вміст ртуті становив 920 частин на мільйон.
Уряди префектур не опублікували результати і не вжили жодних заходів у відповідь на ці опитування. Учасники, які здали зразки волосся, не були поінформовані про результати експертизи, навіть коли вони просили про це. Подальше дослідження, проведене через десять років, виявило, що багато людей померли з «невідомих причин».

### Вроджена хвороба Мінамата
Місцеві лікарі та медичні чиновники вже давно помітили аномально високу частоту дитячого церебрального паралічу та інших дитячих розладів у районі Мінамата. У 1961 році низка медичних працівників, серед яких був Масазумі Харада (згодом нагороджений Організацією Об'єднаних Націй за свою роботу з вивчення хвороби Мінамата), взялися за повторне обстеження дітей з діагнозом «церебральний параліч». Симптоми дітей дуже нагадували симптоми дорослих пацієнтів з хворобою Мінамата, але у багатьох їхніх матерів не було жодних симптомів. Той факт, що ці діти народилися після першого спалаху хвороби і ніколи не вживали в їжу заражену рибу, також змусив їхніх матерів повірити, що вони не є жертвами. У той час медики вважали, що плацента захищає плід від токсинів, які потрапляють у кров, що справді має місце у випадку з більшістю хімічних речовин. На той час не було відомо, що з метилртуттю відбувається абсолютно протилежне: плацента виводить її з крові матері і концентрує хімікат у плоді.
Після кількох років досліджень і розтину двох дітей лікарі оголосили, що ці діти мають досі нерозпізнану вроджену форму хвороби Мінамата. Комітет із сертифікації, скликаний 29 листопада 1962 року, вирішив, що двоє померлих дітей і шістнадцять дітей, які залишилися живими, повинні бути сертифіковані як пацієнти, а отже, підлягати виплатам «співчуття» від компанії Chisso, відповідно до угоди 1959 року.

### Спалах хвороби Мінамата в Ніїґаті
Хвороба Мінамата знову спалахнула в 1965 році, цього разу на берегах річки Агано в префектурі Ніїгата. Фабрика-забруднювач (власник — Showa Denko) використовувала хімічний процес із застосуванням ртутного каталізатора, дуже схожого на той, що використовувала компанія Chisso в Мінаматі. Як і в Мінаматі, з осені 1964 до весни 1965 року коти, що жили вздовж берегів річки Агано, божеволіли і вмирали. Незабаром з'явилися пацієнти з ідентичними симптомами, що й у котів, які жили на узбережжі моря Сірануй, і 12 червня 1965 року про спалах захворювання стало відомо громадськості. Дослідники з Дослідницької групи Університету Кумамото та Хадзіме Хосокава (який пішов на пенсію з Чіссо в 1962 році) використали свій досвід з Мінамати і застосували його до спалаху в Ніїгаті. У вересні 1966 року було опубліковано звіт, який доводив, що причиною другого спалаху хвороби Мінамата стало забруднення Showa Denko.
На відміну від пацієнтів у Мінаматі, жертви забруднення Showa Denko жили на значній відстані від заводу і не мали особливого зв'язку з компанією. Як наслідок, місцева громада набагато більше підтримувала групи пацієнтів, і в березні 1968 року, лише через три роки після виявлення, проти Showa Denko було подано позов до суду.
Події в Ніїгаті стали каталізатором зміни у реагуванні на початковий інцидент у Мінаматі. Наукові дослідження, проведені в Ніїгаті, змусили переглянути те, що було зроблено в Мінаматі, а рішення пацієнтів Ніїгати подати до суду на компанію-забруднювача дозволило розглянути таку ж реакцію в Мінаматі. Масазумі Харада сказав: "Це може здатися дивним, але якби не спалахнула ця друга хвороба Мінамата, медичний і соціальний прогрес, досягнутий до цього часу в Кумамото… був би неможливим..
Приблизно в той самий час дві інші хвороби, пов'язані із забрудненням довкілля, також потрапили на шпальти японських газет. Люди, хворі на астму Йоккайчі та хворобу ітай-ітай, об'єдналися в групи громадян і подали позови проти компаній-забруднювачів у вересні 1967 року та березні 1968 року відповідно. Разом ці хвороби стали відомі як чотири великі хвороби Японії, спричинені забрудненням довкілля.
Повільно, але впевнено, настрої в Мінаматі та Японії в цілому змінювалися. Пацієнти з Мінамати побачили, що громадськість поступово ставала більш сприйнятливою і співчутливою до них протягом десятиліття. Кульмінацією цього процесу стало створення в 1968 році в Мінаматі Громадської ради з питань боротьби з хворобою Мінамата, яка мала стати головною групою підтримки пацієнтів з хворобою Мінамата з боку громадськості. Членом-засновником громадської ради була Мічіко Ішімуре, місцева домогосподарка та поетеса, яка пізніше того ж року опублікувала книгу поетичних есе «Чиста земля, отруєне море: наша хвороба Мінамата», яка отримала всенародне визнання.

## 1969—1973 роки

### Офіційне державне визнання
Нарешті 26 вересня 1968 року — через дванадцять років після виявлення хвороби (і через чотири місяці після того, як компанія Chisso припинила виробництво ацетальдегіду за допомогою свого ртутного каталізатора) — японський уряд видав офіційний висновок щодо причини хвороби Мінамата: Хвороба Мінамата — захворювання центральної нервової системи, отруєння, спричинене тривалим споживанням у великих кількостях риби та молюсків з затоки Мінамата. Збудником хвороби є метилртуть. Метилртуть, вироблена в цеху з виробництва ацетальдегідної оцтової кислоти на заводі Shin Nihon Chisso в Мінамата, була скинута в заводські стічні води… Хворі на хворобу Мінамата востаннє з'являлися в 1960 році, і спалах хвороби закінчився. Вважається, що це сталося тому, що споживання риби та молюсків з затоки Мінамата було заборонено восени 1957 року, а також тому, що з січня 1960 року на заводі були встановлені очисні споруди для переробки відходів.
Висновок містив багато фактичних помилок: зворобу могло викликати вживання риби та молюсків з інших районів моря Ширануї, а не лише з затоки Мінамата; вживання невеликих кількостей, а також великих кількостей зараженої риби протягом тривалого часу також викликало симптоми; фактично спалах не припинився в 1960 році, і в січні 1960 року не було встановлено обладнання для видалення ртуті. Проте заява уряду принесла відчуття полегшення багатьом жертвам та їхнім родинам. Багато хто почувався виправданим у своїй довгій боротьбі за те, щоб змусити Чіссо взяти на себе відповідальність за спричинення хвороби, і висловлював подяку за те, що їхнє становище було визнане їхнім вищим керівництвом. Зараз боротьба зосереджена на тому, до якої міри мають отримати компенсацію жертви.

### Боротьба за нову угоду
У світлі заяви уряду пацієнти Товариства взаємодопомоги вирішили просити нову угоду про компенсацію з Chisso і подали вимогу 6 жовтня. Чіссо відповів, що не може визначити, що буде справедливою компенсацією, і попросив японський уряд створити обов'язковий арбітражний комітет для прийняття рішення. Ця пропозиція розколола членів товариства пацієнтів, багато з яких виявляли велику обережність у тому, щоб довірити свою долю третій стороні, як вони зробили в 1959 році з сумним результатом. На зборах 5 квітня 1969 року протилежні погляди не вдалося примирити, і організація розкололася на проарбітражну групу та групу судових спорів (прихидбники якої вирішили подати до суду на компанію). Того літа Chisso надіслав подарунки сім'ям, які обрали арбітраж, а не судовий процес.
25 квітня Міністерство охорони здоров'я та соціального забезпечення створило арбітражний комітет, але на розробку проекту плану компенсації знадобився майже рік. Витік інформації в газеті в березні 1970 року показав, що комітет вимагатиме від Чіссо виплатити лише 2 мільйони єн (5600 доларів США) за померлих пацієнтів і від 140 000 до 200 000 єн (390—560 доларів США) на рік пацієнтам, які вижили. Арбітражна група була збентежена пропонованими сумами. Разом із пацієнтами та прихильниками судової групи вони звернулися до комітету з петицією щодо справедливішої угоди. Арбітражний комітет оголосив про свій план компенсації 25 травня на хаотичному засіданні в Міністерстві охорони здоров'я та соціального забезпечення в Токіо. Тринадцять протестувальників були тоді затримані.
Замість того, щоб прийняти угоду, арбітражна група попросила підвищення виплат. Комітет був змушений переглянути свій план, і пацієнти чекали в будівлі міністерства два дні, поки вони це зробили. Остаточна угода була підписана 27 травня. Виплати за смерть коливалися від ¥1,7 млн до ¥4 млн ($4700 до $11 100), одноразові платежі від ¥1 млн до ¥4,2 млн ($2760 до $11 660) і річні виплати від ¥170 000 до 380 000 єн ($470 до $1100) хворих, що вижили. У день підписання Рада громадян Мінамати провела акцію протесту біля воріт фабрики Чіссо. Одна з профспілок Чіссо провела восьмигодинний страйк на знак протесту проти поганого ставлення до арбітражної групи з боку їхньої власної компанії.
Судова група, яка представляла 41 сертифікованого пацієнта (17 уже померли) у 28 сім'ях, подала свій позов проти Чіссо до окружного суду Кумамото 14 червня 1969 року. Лідер групи, Ейзо Ватанабе (колишній лідер Товариства взаємодопомоги), заявив: «Сьогодні і з цього дня ми боремося проти влади держави». На тих, хто вирішив судитися з компанією, чинився шалений тиск, щоб вони відмовилися від своїх позовів. Одну жінку особисто відвідав керівник компанії Чіссо, вона також зазнала переслідування сусідів. Громада її цькувала, рибальський човен її родини використовувався без дозволу, їхні рибальські сіті були розрізані, а на вулиці в неї кидали людські фекалії.
Судовій групі та їхнім юристам суттєво допомогла неформальна національна мережа груп громадян, яка виникла по всій країні в 1969 році. Асоціації звинувачення винних у хворобі Мінамата відіграли важливу роль у підвищенні обізнаності та фінансуванні судового процесу. Особливо допомогла цій справі філія Кумамото. У вересні 1969 року було створено дослідницьку групу, до якої увійшли професори права, медичні дослідники (включно з Хараду), соціологи й навіть Мічіко Ішімуре, щоб надати адвокатам корисний матеріал для покращення своїх правових аргументів. Їхній звіт «Корпоративна відповідальність за хворобу Мінамата: незаконні дії Чіссо», опублікований у серпні 1970 року, ліг в основу успішного позову.
Суд тривав майже чотири роки. Юристи судової групи намагалися довести корпоративну недбалість Chisso. Щоб виграти справу, потрібно було подолати три основні юридичні моменти. По-перше, юристи повинні були довести, що метилртуть викликала хворобу Мінамата і що фабрика компанії була джерелом забруднення. Великі дослідження, проведені Кумадаєм, і висновок уряду означали, що цю тезу було доведено досить легко. По-друге, їм потрібно було показати, що Chisso могла і повинна була передбачити вплив своїх стічних вод і вжити заходів для запобігання трагедії (тобто що компанія недбало виконувала свої обов'язки). По-третє, він повинен був спростувати, що угода про «гроші співчуття» 1959 року, яка забороняла пацієнтам вимагати будь-якої подальшої компенсації, була юридично обов'язковим контрактом.
Під час судового розгляду були заслухані пацієнти та їхні родини, але найважливіші свідчення дали керівники та співробітники Chisso. Найдраматичніше свідчення надійшло від Хосокави, який виступив 4 липня 1970 року зі свого лікарняного ліжка, де він помирав від раку. Хосокава пояснив свої експерименти з котами, включно з сумнозвісним «кітом 400», у якого розвинулася хвороба Мінамата після годування стічними водами заводу. Він також говорив про свою опозицію до зміни в 1958 році маршруту спуску стічних вод до річки Мінамата. Свідчення Хосокави підтвердив його колега, який також розповів, як чиновники Chisso наказали їм припинити експерименти з котами восени 1959 року. Хосокава помер через три місяці після того, як дав свідчення. Колишній керівник заводу Еїчі Нісіда визнав, що компанія ставила прибуток вище безпеки, що призвело до небезпечних умов праці та недостатнього догляду за ртуттю. Колишній президент Chisso Кіїчі Йошіока визнав, що компанія просувала теорію про закинуту вибухівку часів Другої світової війни, хоча знала, що вона цілковито необґрунтована.
Вирок суду, винесений 20 березня 1973 року, став повною перемогою пацієнтів судової групи: Завод відповідача був провідним хімічним підприємством з найсучаснішими технологіями і… повинен був забезпечити безпеку своїх стічних вод. Відповідач міг запобігти виникненню хвороби Мінамата або принаймні звести її до мінімуму. Ми не можемо стверджувати, що відповідач не вжив жодних запобіжних заходів, необхідних у цій ситуації. Презумпція, що відповідач від початку і до кінця недбало ставився до скидання стічних вод зі свого ацетальдегідного заводу, є достатньо обґрунтованою. Відповідач не може уникнути відповідальності за недбалість.
Угода про «гроші співчуття» була визнана недійсною, і Чіссо зобов'язали здійснити одноразові виплати ¥18 мільйонів ($66 000) за кожного померлого пацієнта та від ¥16 мільйонів до ¥18 мільйонів ($59 000 до $66 000) за кожного пацієнта, який вижив. Загальна сума компенсації у розмірі 937 мільйонів єн (3,4 мільйона доларів) стала найбільшою сумою, яку будь-коли присуджував японський суд.

### Боротьба несертифікованих пацієнтів за визнання
Поки тривала боротьба арбітражних і судових груп проти Чіссо, з'явилася нова група людей із хворобою Мінамата. Щоб мати право на компенсацію згідно з угодою 1959 року, пацієнти повинні були бути офіційно визнані різними спеціальними сертифікаційними комітетами відповідно до їхніх симптомів. Однак, намагаючись обмежити відповідальність і фінансовий тягар компанії, ці комітети дотримувалися жорсткого тлумачення хвороби Мінамата. Вони вимагали, щоб у пацієнтів були всі симптоми синдрому Хантера-Рассела — стандартного діагнозу отруєння органічною ртуттю на той час, який виник внаслідок промислової аварії у Великій Британії в 1940 році. Комітет сертифікував лише пацієнтів із явними симптомами британського синдрому, а не встановлював свій діагноз на основі хвороби в Японії. Внаслідок такого підходу комітет відхилив багатьох заявників, що призвело до збентеження та розчарування.

## Спадщина

### Епідеміологія
Станом на березень 2001 року було офіційно засвідчено 2265 жертв, а понад 10 000 осіб отримали фінансову компенсацію від Чіссо, хоча вони не були визнані офіційними жертвами. Питання кількісної оцінки впливу хвороби Мінамата є складним, оскільки повне епідеміологічне дослідження ніколи не проводилося, і пацієнтів визнавали лише в тому випадку, якщо вони добровільно зверталися до атестаційної ради з метою отримання фінансової компенсації. Багато людей з хворобою Мінамата стикалися з дискримінацією та остракізмом з боку місцевої громади, якщо вони відкрито розповідали про свої симптоми. Деякі люди побоювалися, що хвороба може бути заразною, і багато місцевих жителів були надзвичайно віддані фірмі Чіссо, вважаючи її незамінною для їхнього існування. У цій атмосфері ті, хто постраждав, не бажали звертатися й шукати сертифікат. Але попри всі труднощі понад 17 тисяч осіб звернулися до ради з проханням пройти сертифікацію. Крім того, визнавши заявника таким, що має хворобу Мінамата, сертифікаційна рада кваліфікувала цього пацієнта для отримання фінансової компенсації від Chisso. З цієї причини рада завжди перебувала під величезним тиском, намагаючись відмовити заявникам і мінімізувати фінансовий тягар, покладений на Chisso. Замість того, щоб бути радою медичного визнання, на рішення ради завжди впливали економічні та політичні фактори, що заторкували Мінамату та корпорацію Chisso. Крім того, компенсація жертвам призвела до продовження конфлікту в суспільстві, включно з необґрунтованими звинуваченнями в тому, що деякі з людей, які шукали компенсації, насправді не хворіли. Вплив стічних вод на здоров'я людей слід було називати кримінальним «отруєнням», а не клінічною «хворобою». З подібними формами юридичних вивертів зазвичай стикаються «екологічні жертви» в багатьох країнах.
У 1978 році в Мінаматі був заснований Національний інститут хвороби Мінамата, що складається з чотирьох відділів: кафедри фундаментальної медицини, кафедри клінічної медицини, кафедри епідеміології та кафедри міжнародних відносин та наук про навколишнє середовище. У 1986 році Інститут став Центром співробітництва ВООЗ із вивчення впливу сполук ртуті на здоров'я. Інститут прагне покращити медичне лікування пацієнтів із хворобою Мінамата та проводить дослідження сполук ртуті та їхнього впливу на організми, а також потенційних механізмів детоксикації. У квітні 2008 року Інститут винайшов метод поглинання газоподібної ртуті, щоб запобігти забрудненню повітря та забезпечити переробку металу.

### Охорона навколишнього середовища
Рух жертв і активістів Мінамати за відшкодування збитків та національне обурення, яке спровокував цей рух, відіграли центральну роль у зростанні уваги до проблем охорони навколишнього середовища в Японії. Сесія японського парламенту 1970 року запам'яталася як «дієта забруднення», оскільки японський уряд вжив заходів під дедалі більшим тиском руху проти хвороби Мінамата, а також інших серйозних екологічних катастроф, таких як астма Йоккаічі та хвороба ітай-ітай. За одну сесію було прийнято 14 нових законів про охорону навколишнього середовища, що дало Японії найсуворіші на той час закони про захист навколишнього середовища у світі. Ці нові закони включали Закон про забруднення води та загальнонаціональні правила токсичних викидів. Запроваджено принцип «забруднювач платить». У 1971 році було засновано Національне екологічне агентство, яке пізніше перетворилося на Міністерство охорони навколишнього середовища З 1970 по 1975 рік витрати національного уряду на екологічні проблеми зросли майже вдвічі, а на рівні місцевих органів влади — утричі.

### Демократизаційні ефекти
На думку історика Тімоті С. Джорджа, екологічні протести, пов'язані з хворобою, сприяли демократизації Японії. Коли було зареєстровано перші випадки, які згодом були закриті, права жертв не визнавалися, і вони не отримували компенсації. Натомість постраждалі були вигнані з громади через незнання хвороби, оскільки люди боялися, що вона заразна.
Люди, які безпосередньо постраждали від забруднення затоки Мінамата, спочатку не мали права брати участь у діях, які могли б вплинути на їхнє майбутнє. Рибальські сім'ї і співробітників компаній, які постраждалих від хвороби, не брали до участі в дебатах. Прогрес стався лише тоді, коли жертвам Мінамати нарешті дозволили прийти на зустріч для обговорення проблеми. У результаті післявоєнна Японія зробила маленький крок до демократії.
Завдяки еволюції суспільних настроїв жертви та екологічні протестувальники змогли набути авторитету та ефективніше виступати за свою справу. Залучення преси також допомогло процесу демократизації, оскільки це змусило більше людей дізнатися про факти хвороби Мінамата та забруднення, яке її спричинило. Проте, незважаючи на те, що екологічні протести призвели до більшої демократизації Японії, вони не повністю позбавили Японію системи, яка уможливила забруднення такого небезпечного рівня, а потім ще й пригнічувала рибалок та людей із хворобою Мінамата.

### Популярна культура
Тосіко Акіоші, зворушений важким становищем рибальського села, написав джазову сюїту «Minamata», яка стала центральним твором альбому Toshiko Akiyoshi-Lew Tabackin Big Band 1976 року на RCA, <i id="mwAWs">Insights</i>. Для музичного відображення трагедії твір було побудовано з трьох частин — «Мирне село», «Процвітання та наслідок» та «Епілог». Акіоші використовував японських вокалістів, щоб заспівати японські тексти звукової поеми, які були частиною композиції. Альбом отримав багато нагород у джазових колах, у тому числі нагороду Downbeat ' найкращий альбом, головним чином завдяки цьому твору, який привернув увагу до трагедії. Insights (Тосіко Акіосі — Лью Табакін Біг-Бенд)
Пісня «Kepone Factory» на Dead Kennedys ' In God We Trust, Inc. містить посилання на катастрофу в приспіві.
Пісня «The Disease of the Dancing Cats» гурту Буша в альбомі The Science of Things згадує про катастрофу.

### Візуальна документація
Фотодокументація Мінамати почалася на початку 1960-х років. Одним із фотографів, що прибув у 1960 році на місце подій, був Шісей Кувабара, чиї фотографії були опубліковані у Weekly Asahi ще у травні 1960 року. Перша виставка його фотографій про Мінамату відбулася у фотосалоні Фудзі в Токіо в 1962 році, а перша з його антологій, що складаються з книги, «Хвороба Мінамати», була опублікована в Японії в 1965 році. Відтоді він багато разів повертався до Мінамати.
Драматичний фотографічний нарис В. Юджина Сміта привернув увагу світу до хвороби Мінамата. З 1971 по 1973 роки він і його дружина-японка жили в Мінаматі. Найвідоміша та найяскравіша фотографія есе «Томоко та мати у ванні» (1972) показує Рьоко Камімура, яка тримає свою хвору доньку Томоко в японській ванні. Томоко отруїлася метилртуттю ще в утробі матері. Фото було дуже широко опубліковано. Сміт зробив знімок у співпраці з Рьоко та Томоко, щоб яскраво проілюструвати наслідки хвороби. Згодом його було вилучено з обігу на прохання родини Томоко, тому не з'являється в останніх антологіях творів Сміта. Сміт і його дружина були надзвичайно віддані справі людей із хворобою Мінамата, детально задокументувавши їхню боротьбу за визнання та право на компенсацію. На самого Сміта напали та серйозно поранили співробітники Chisso під час інциденту в Гої, місто Ітіхара, неподалік Токіо 7 січня 1972 року, намагаючись перешкодити фотографу розкривати цю проблему світові. 54-річний Сміт пережив напад, але його зір на одне око погіршився, і його здоров'я так і не відновилося повністю до його смерті в 1978 році. Джонні Депп грає У. Юджина Сміта в драмі «Мінамата» (2020), заснованій на книзі, написаній дружиною Сміта.
Японський фотограф Такеші Ісікава, який допомагав Сміту в Мінаматі, з тих пір виставив власні фотографії, що документують хворобу. Його фотографії охоплюють період з 1971 року до теперішнього часу, де його об'єктами є жертви Мінамати.
Видатний японський режисер-документаліст Норіакі Цучімото зняв серію фільмів, починаючи з фільму «Мінамата: Жертви та їхній світ» (1971) і включно з фільмом «Море Ширануї» (1975), у якому задокументував інцидент і став на бік жертв у їхній боротьбі проти Чіссо та уряду
Кікудзіро Фукусіма, відомий японський фотограф і журналіст, у 1980 році опублікував серію фотографій, присвячених забрудненню в Японії, включно з хворобою Мінамата. Деякі негативи цих фотографій доступні на веб-сайті, і Kyodo News Images володіє правами на них.

### Сьогодення

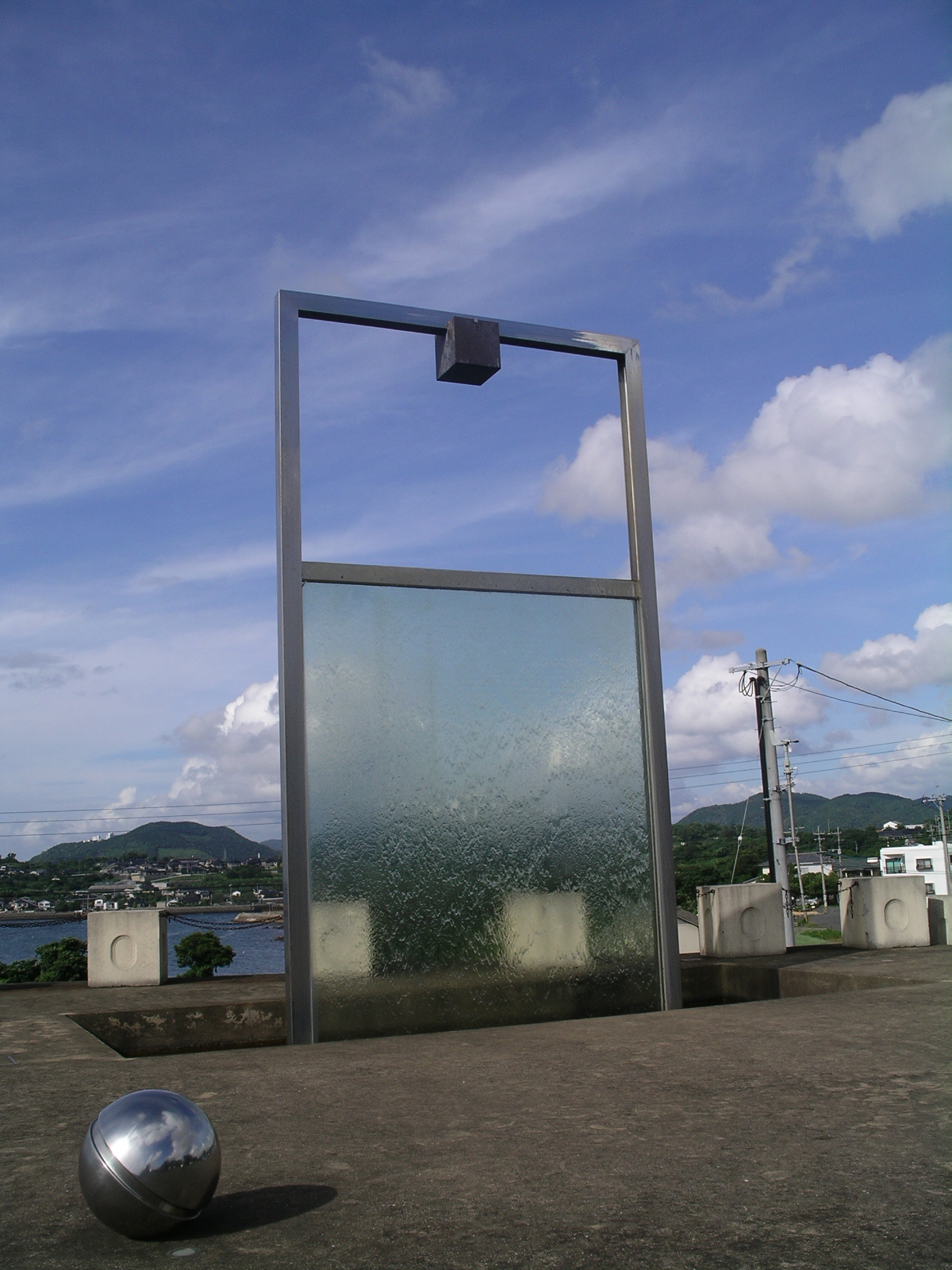
Меморіал у Міському музеї хвороби Мінамата

Хвороба Мінамата залишається важливою проблемою сучасного японського суспільства. Судові процеси проти Чіссо, префектури та національного уряду все ще тривають, і багато хто вважає реакцію уряду на сьогоднішній день неадекватною. «Історичний огляд» компанії на поточному веб-сайті не згадує їхню роль у масовому зараженні Мінамати та її жахливих наслідках. Проте річний звіт компанії за 2004 рік повідомляє про еквівалент близько 50 мільйонів доларів США (5820 мільйонів єн) у «Зобов'язаннях компенсації хвороби Мінамата». З 2000 по 2003 рік компанія також повідомила про загальні компенсаційні зобов'язання понад 170 мільйонів доларів США. Їхні звіти за 2000 рік також показують, що уряди префектур Японії та Кумамото відмовилися від 560 мільйонів доларів США відповідних зобов'язань. У їхніх звітах за 2004 і 2005 фінансовий рік хвороба Мінамата називається " хворобою божевільного капелюшника " — термін, який утворився на основі отруєння ртуттю, якого зазнали капелюшники за останні кілька століть (див. еритизм).
1 травня 2006 року в Муніципальному музеї хвороби Мінамата відбулася панахида з нагоди 50-річчя офіційного відкриття цієї хвороби. Незважаючи на негоду, службу відвідали понад 600 людей, зокрема і голова Chisso Шункічі Гото та міністр навколишнього середовища Юріко Коіке.
У понеділок, 29 березня 2010 року, група з 2123 несертифікованих жертв досягла мирової угоди з урядом Японії, урядом префектури Кумамото та корпорацією Chisso щодо отримання індивідуальних одноразових виплат у розмірі 2,1 мільйона єн і щомісячної медичної допомоги.

## Подальше читання
- «Minamata Disease: The History and Measures», The Ministry of the Environment, (2002), retrieved 17 January 2007
- «Minamata Disease Archives» by the National Institute for Minamata Disease, retrieved 29 October 2006
- Harada, Masazumi. (1972). Minamata Disease. Kumamoto Nichinichi Shinbun Centre & Information Center/Iwanami Shoten Publishers. ISBN 4-87755-171-9
- George, S. Timothy. (2001). Minamata: Pollution and the Struggle for Democracy in Postwar Japan. Harvard University Press. ISBN 0-674-00785-9
- Ui, Jun. (1992). Industrial Pollution in Japan. United Nations University Press. ISBN 92-808-0548-7
- Smith, W. E. and Smith, A. M. (1975). Minamata. Chatto & Windus, Ltd. (London), ISBN 0-7011-2131-9
- Eto, K., Marumoto, M. and Takeya, M. (2010) «The pathology of methylmercury poisoning (Minamata disease)», retrieved 7 December 2013
- Oiwa, Keibo. (2001). Rowing the Eternal Sea: The Story of a Minamata Fisherman. Rowman & Littlefield Publishers. ISBN 0-7425-0021-7
- Steingraber, Sandra. (2001). Having Faith: An Ecologist Journey to Motherhood. Perseus Publishing. ISBN 0-425-18999-6
- Approaches to Water Pollution Control, Minamata City, Kumamoto Prefecture
- Allchin, Douglas. The Poisoning of Minamata
- Saito, Hisashi. (2009). Niigata Minamata Disease: Methyl Mercury Poisoning in Niigata, Japan. Niigata Nippo.
- Walker, Brett. (2010) «Toxic Archipelago: A History of Industrial Disease in Japan.» University of Washington Press. ISBN 0-295-98954-8